# Academia Nacional de Santa Cecilia

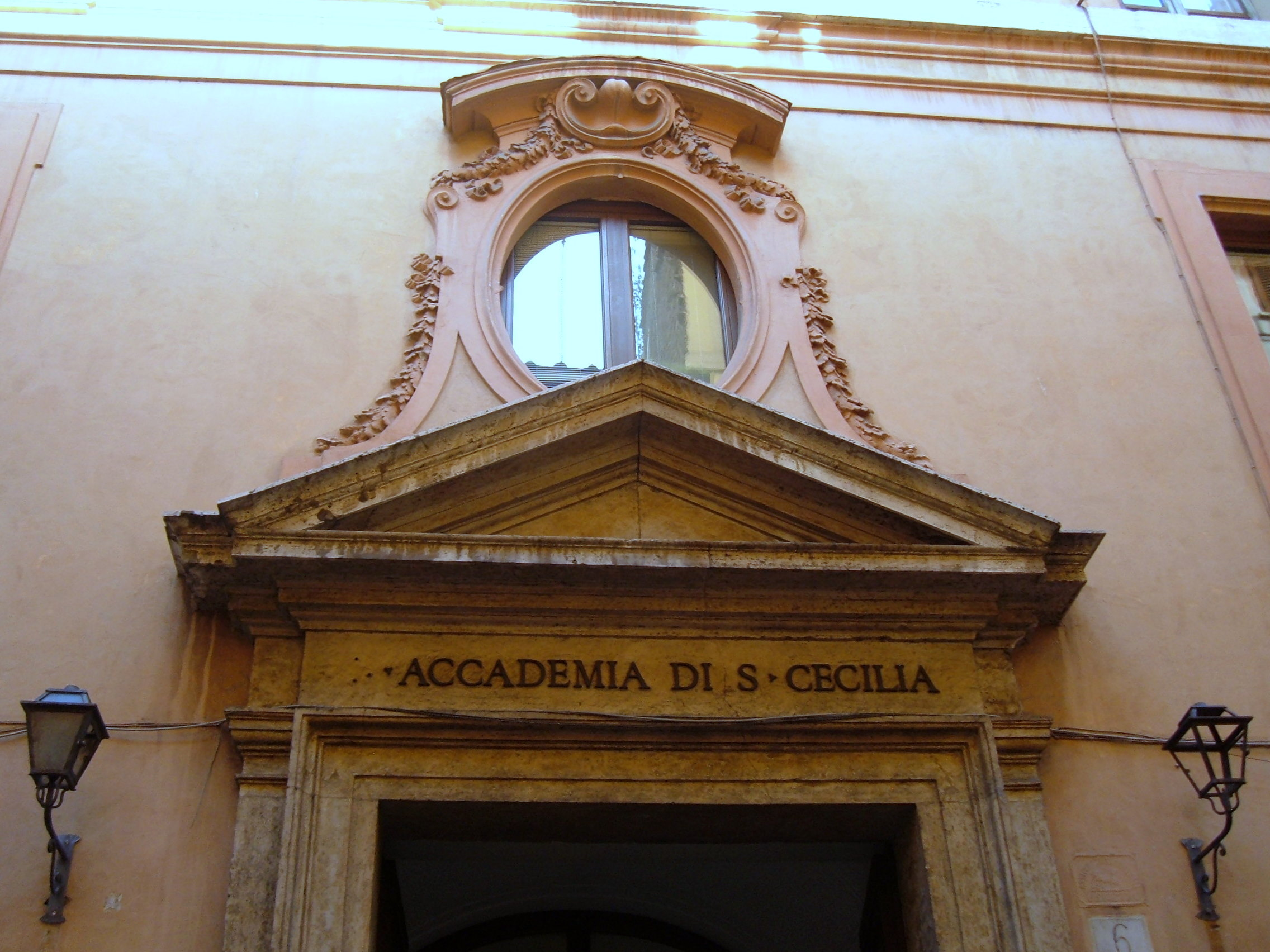
Portada de la sede histórica de la Academia.

La Academia Nacional de Santa Cecilia (en italiano: Accademia nazionale di Santa Cecilia) es una de las instituciones musicales más antiguas del mundo que desde 1998 tiene el estatuto jurídico de una fundación.
Actualmente la sede de dicha fundación y su sala de conciertos se encuentran en el Auditorio Parco della Musica de Roma diseñado por Renzo Piano.
Sus académicos son músicos —intérpretes y compositores— de gran prestigio internacional y variadas nacionalidades, no solo italianos. Entre otras actividades, la Academia cuenta con un conservatorio y una orquesta (la Orquesta de la Academia Nacional de Santa Cecilia) y un coro.

## Fundación
Fue fundada en 1585 a partir de la bula papal Ratione congruit emitida por el papa Sixto V. Invocaba a dos santos importantes en la historia de la música: Gregorio Magno (quien dio el nombre al canto gregoriano) y Cecilia de Roma (patrona de la música). Fue creada como congregación o confraternidad con guía religiosa.

## Historia
La primera sede de la Congregación de músicos de Roma estuvo en la iglesia de Santa María de los Mártires, conocida como el Panteón (1585-1622). Sucesivamente se trasladó a la iglesia de San Paulino allá Colonna (1622-1652), después a la basílica de Santa Cecilia en Trastevere (1652-1661), luego a la iglesia de San Nicolás de los Cesarinos (1661-1663), la iglesia de la Magdalena (1663-1685) y finalmente a la iglesia de San Carlo ai Catinari en 1685. 
Durante el primer siglo de existencia, la congregación fue el lugar de encuentro de un gran número de excelentes músicos y compositores de la época, como Giovanni Pierluigi da Palestrina. La institución tuvo momentos de rivalidad con otras instituciones papales como la Capilla Sixtina. La hostilidad se centraba en torno a los derechos de controlar el acceso a la profesión musical, en la instrucción de los músicos y en la publicación de la música. Tal enfrentamiento duró hasta 1870 cuando se acabó el así llamado «poder temporal de la Iglesia», con la constitución del estado italiano. 
Los inicios del siglo XVIII fueron los más gloriosos para la Academia. Entre sus miembros figuraban músicos de la talla de Arcangelo Corelli, Alessandro Scarlatti y Domenico Scarlatti y Niccolò Jommelli. En 1716, el papa Inocencio XIII decretó que todos los músicos que practicaban la profesión en Roma estaban obligados a ser miembros de la congregación. La academia suspendió sus actividades en el período revolucionario de las Guerras napoleónicas pero reabrió regularmente en 1822 algunos años después de la restauración borbónica decidida en el Congreso de Viena.
El periodo que va desde la reapertura al fin del poder temporal de los papas fue un período de grandes cambios. La academia se abrió a todas las demás profesiones relacionadas con la música como poetas, bailarines, historiadores de la música, fabricantes de instrumentos musicales y editores musicales. En 1838, la Congregación de Santa Cecilia fue proclamada Academia y por tanto, academia papal. La lista de los socios de la academia en aquel tiempo es formidable e incluye a Luigi Cherubini, Saverio Mercadante, Gaetano Donizetti, Gioacchino Rossini, Niccolò Paganini, Daniel Auber, Franz Liszt, Felix Mendelssohn Bartholdy, Hector Berlioz, Charles Gounod y Giacomo Meyerbeer. Entre las familias reales de Europa estaban algunos miembros honorarios como la reina Victoria de Inglaterra. 
Después de la reunificación de Italia, la Academia se reconstruyó a sí misma con la formación de una orquesta sinfónica estable y un coro a partir de 1895. Pasó también de Liceo musical a Conservatorio. Además hospedó la escuela de arte dramática Eleonora Duse y un centro de cinematografía experimental. Uno de los trabajos más recientes fue la catalogación de cientos de partituras musicales, incluida una importante colección de canciones tradicionales, perteneciente a los archivos del museo de etnomusicología y la digitalización de los mismos para poderlas ofrecer al público de manera gratuita a través de Internet. La Academia posee además un Museo de instrumentos musicales. Las salas de concierto de la academia ahora están ubicadas en el nuevo Parque Auditorio de la Música diseñado por el arquitecto Renzo Piano, uno de los más grandes centros musicales del mundo.

## Académicos honorarios
- Cecilia Bartoli
- Martha Argerich
- Vladimir Ashkenazy
- Norbert Balatsch
- Daniel Barenboim
- Pierre Boulez
- Myung-Whun Chung
- Aldo Ciccolini
- Peter Maxwell Davies
- Luis de Pablo
- Plácido Domingo
- Peter Eötvös
- Valery Gergiev
- Philip Glass
- Philip Gossett
- Bernard Haitink
- Gyorgy Kurtág
- Friedrich Lippmann
- Alexander Lonquich
- Zubin Mehta
- Kent Nagano
- Seiji Ozawa
- Arvo Pärt
- Krzysztof Penderecki
- Itzhak Perlman
- Georges Prêtre
- Simon Rattle
- Gianfranco Ravasi
- Grigory Sokolov
- Yuri Temirkanov

## Académicos ordinarios
- Salvatore Accardo
- Félix Ayo
- Cecilia Bartoli
- Alberto Basso
- Giorgio Battistelli
- Marco Betta
- Annalisa Bini
- Fabio Biondi
- Rodolfo Bonucci
- Mario Bortolotto
- Mario Brunello
- Sylvano Bussotti
- Bruno Cagli
- Michele Campanella
- Bruno Canino
- Giacinto Caramia
- Giovanni Carli Ballola
- Giuliano Carmignola
- Aldo Ceccato
- Riccardo Chailly
- Azio Corghi
- Matteo D'Amico
- Michele dall'Ongaro
- Claudio Desderi
- Roberto De Simone
- Enrico Dindo
- Ivan Fedele
- Gabriele Ferro
- Rocco Filippini
- Jorgjia Filçe-Truja
- Luca Francesconi
- Mirella Freni
- Daniele Gatti
- Gianluigi Gelmetti
- Alfonso Ghedin
- Bruno Giuranna
- Andrea Lucchesini
- Fabio Luisi
- Giacomo Manzoni
- Carlo Marinelli
- Mario Messinis
- Ennio Morricone
- Riccardo Muti
- Marcello Panni
- Antonio Pappano
- Carlo Maria Parazzoli
- Elisa Pegreffi
- Sergio Perticaroli
- Giorgio Pestelli
- Franco Petracchi
- Maurizio Pollini
- Giuseppe Prencipe
- Quirino Principe
- Armando Renzi
- Salvatore Sciarrino
- Renata Scotto
- Franco Serpa
- Giovanni Sollima
- Luigi Ferdinando Tagliavini
- Constantino Juri
- Maria Tipo
- Uto Ughi
- Fabio Vacchi
- Renato Zanettovich
- Agostino Ziino